# Stereotypes Verhalten
Stereotypes Verhalten ist die Bezeichnung für Bewegungsabläufe und Lautäußerungen, die regelmäßig, wiederholt und gleichbleibend auftreten und nicht als krankhaft (pathologisch) angesehen werden. Zu stereotypem Verhalten gehören Wiederkaubewegungen bei Rindern, Saugbewegungen bei Jungtieren oder Spielaufforderungen durch Vorderkörpertiefstellung bei Raubtieren. Abzugrenzen ist es von pathologischen Stereotypien.